# Feyenoord Museum
Het Feyenoord Museum is een aan de Nederlands betaaldvoetbalclub Feyenoord gewijd museum, gevestigd in Stadion Feijenoord in de Zuid-Hollandse stad Rotterdam.
De permanente tentoonstelling in het museum vertelt de verhalen die van de voetbalclub de roemrijke club maken die het anno 2021 nog steeds is. Zo wordt er aandacht besteed aan het eerste landskampioenschap in 1924 en aan het meest recente in 2017. Ook het winnen van de Europacup I in 1970, het verblijf aan de Kromme Zandweg en de UEFA Cup-winst in eigen stadion komen aan bod. Mensen die de club kleur gaven door de jaren heen, zoals Willem van Hanegem en Coen Moulijn, hebben ook een plek in het museum. Van Moulijn staat er ook een standbeeld nabij de ingang van het museum.
Tot de zomer van 2015 was het museum gevestigd in het Maasgebouw. Na een verbouwing en andere invulling van de ruimte was er anderhalf jaar geen Feyenoord Museum. In januari 2017 opende een nieuw museum aan de andere zijde van het stadion, in het voormalige hoofdgebouw aan de Olympiazijde.